# Mathieu Gouagout
Pas d'image ? Cliquez ici

a Compétitions nationales et continentales officielles uniquement.

Dernière mise à jour le 24 avril 2016.
Mathieu Gouagout, né le 21 mars 1983 à Arcachon, est un joueur français de rugby à XV qui évolue au poste de pilier.

## Biographie
Il est originaire de La Mure où il a fait ses débuts avec le Rugby club matheysin[réf. nécessaire]

## Carrière
- RC Aubenas[réf. nécessaire]
- 2002-2003 : CS Bourgoin-Jallieu
- 2003-2005 : Lyon OU[réf. nécessaire]
- 2005-2008 : Stade rochelais
- 2008-2010 : Union Bordeaux Bègles
- 2010-2012 : AS Béziers
- 2012-2013 : US Dax
- 2013-2016 : ROC La Voulte-Valence

## Palmarès

### En club
- Championnat de France de rugby à XV de 2e division :
  - Finaliste : 2007.

### En équipe nationale
- Équipe de France -21 ans[réf. nécessaire]
- Équipe de France -19 ans[réf. nécessaire]